# Doleschallia philippensis
Doleschallia philippensis är en fjärilsart som beskrevs av Hans Fruhstorfer 1899. Doleschallia philippensis ingår i släktet Doleschallia och familjen praktfjärilar. Inga underarter finns listade i Catalogue of Life.